# Saint John River City District
Saint John River City District är ett distrikt i Liberia.   Det ligger i regionen Grand Bassa County, i den centrala delen av landet, 90 km öster om huvudstaden Monrovia.